# Downingia yina
Downingia yina är en klockväxtart som beskrevs av Elmer Ivan Applegate. Downingia yina ingår i släktet Downingia och familjen klockväxter. Inga underarter finns listade i Catalogue of Life.